# سادیل رمضانی
سادیل رمضانی (انگلیسی: Saddil Ramdani؛ زادهٔ ۲ ژانویهٔ ۱۹۹۹) بازیکن فوتبال اهل اندونزی است.
وی همچنین در تیم‌های ملی فوتبال زیر ۲۳ سال اندونزی و اندونزی بازی کرده‌است.
وی در مسابقات کشوری و بین‌المللی در مجموع برندهٔ ۱ مدال نقره، ۲ مدال برنز شده‌است.